# 河西工業
河西工業株式会社（かさいこうぎょう、Kasai Kogyo Co., Ltd.）は、自動車用内装部品メーカー。東証スタンダード上場。

## 概要
樹脂加工品・ドアトリム等の自動車用内装部品を製造・販売している。日産自動車・本田技研工業向け製造の比率が高く、2006年3月期の連結売上高の89.3%を占める。
他に、国内ではトヨタ自動車系列のトヨタ自動車東日本向け製造を行い、アメリカ・イギリス・中華人民共和国・インドでは現地生産法人による日産自動車・本田技研工業向け製造も行っている（現地合弁も含む）。
2007年3月期の連結売上構成は自動車内装部品98.6%、その他1.4%となっている。

## 沿革
- 1912年（明治45年） - 東京都八王子市で織物業として操業。
- 1933年（昭和8年） - 河西合名会社として設立。
- 1956年（昭和31年） - 河西工業株式会社に組織変更。
- 1964年（昭和39年） - 東京証券取引所第2部に上場。
- 1986年（昭和61年） - 三重県津市に三重河西株式会社を設立。株式会社エーピーエム（現・河西サポートサービス株式会社）を設立。
- 1990年（平成2年） - 埼玉県大里郡寄居町に寄居工場開設。
- 1995年（平成7年） - 株式会社三国製作所へ資本参加。
- 1996年（平成8年） - 追浜工場を閉鎖。
- 1999年（平成11年） - 江東プラスチック工業株式会社（株式会社ケーピーケィ）へ資本参加。本店を東京都中央区から神奈川県高座郡寒川町に移転。足利工場を閉鎖。
- 2005年（平成17年） - 静岡県富士宮市に河西テック株式会社を設立。岩手県北上市に岩手河西株式会社を設立。
- 2007年（平成19年） - 東京証券取引所第1部指定替え。神奈川県高座郡寒川町に河西テクノ株式会社を設立。滋賀県東近江市に三重河西株式会社 滋賀工場開設。
- 2008年（平成20年） - 群馬県太田市に三和工業株式会社と合弁でエスケイ工業株式会社を設立。愛知県知立市に豊田S&E 室を設立。
- 2009年（平成21年）- 株式会社ケーピーケィと株式会社三国製作所が合併し、群馬河西株式会社に社名変更。
- 2010年（平成22年) - 河西工業株式会社九州事業部を新設分割し、九州河西株式会社を設立。
- 2014年（平成26年） - 岩手河西株式会社（現・東北KAT株式会社）の株式の一部を売却。
- 2016年（平成28年） - M-TEK INC. を KASAI NORTH AMERICA, INC. 、R-TEK Ltd. を KASAI UK LTD 、株式会社エーピーエムを河西サポートサービス株式会社に社名変更。
- 2017年（平成29年） - 新技術棟が完成。
- 2019年（平成31年） - 福岡県京都郡苅田町に九州河西株式会社 苅田工場を竣工。
- 2020年（令和2年） - 河西テック株式会社を吸収合併。九州河西株式会社に寒川工場・寄居工場を吸収分割するとともに、同社は三重河西株式会社及び群馬河西株式会社を吸収合併し、河西工業ジャパン株式会社へ商号変更。
- 2023年（令和5年） - 東京証券取引所スタンダード市場へ市場変更[1]。

## 製品
- 内装トリム
  - キャビントリム（システム開発） - 日産・フーガ・日産・フェアレディZ
  - キャビントリム
    - KPM成形 - スバル・インプレッサ・日産・エルグランド・ホンダ・エリシオン・ホンダ・ステップワゴン・トヨタ・ハイエース・トヨタ・プロボックス
    - 射出成形 - 日産・ノート・ダイハツ・ムーヴ
    - スプレースキン - ホンダ・インスパイア

  - リアパーセル（ポリストック成形） - 日産・ティアナ・日産・マーチ
  - サンバイザー（ウェルダー加工） - ホンダ・ライフ
- 防音関連製品
  - ダッシュインシュレーター（圧空アシスト成形） - 日産・マーチ・スズキ・ラパン

KPMとはKasai Press Molding（カサイ・プレス・モールディング）の略で、同社独自の低圧プレス加工。ポリストックは、成形用木粉複合PP（ポリプロピレン）板でリサイクル性が高い。

## 工場
- 河西工業ジャパン寒川工場（神奈川県高座郡寒川町）
- 河西工業ジャパン寄居工場（埼玉県大里郡寄居町）
- 河西工業ジャパン館林工場（群馬県邑楽郡明和町）
- 河西工業ジャパン太田工場（群馬県太田市）
- 河西工業ジャパン三重工場（三重県津市）
- 河西工業ジャパン宇佐工場（大分県宇佐市）

## 関係会社

### 連結子会社
- 河西サポートサービス（神奈川県綾瀬市）
- 河西工業ジャパン（神奈川県高座郡寒川町）
- 河西テクノ（神奈川県高座郡寒川町）
- KASAI NORTH AMERICA, INC.（アメリカ・テネシー州マーフリーズボロ）
- KASAI MEXICANA S.A. de C.V.（メキシコ・グァナファト州レオン）
- KASAI UK LTD.（イギリス・タインアンドウィア州ワシントン）
- 広州河西汽車内飾件（有）（中華人民共和国広東省広州市）
- 開封河西汽車飾件（有）（中華人民共和国河南省開封市）
- 東風河西（大連）汽車飾件系統（有）（中華人民共和国遼寧省大連市）
- 東風河西（武漢）頂飾系統（有）（中華人民共和国湖北省武漢市）
- 武漢河達汽車飾件（有）（中華人民共和国湖北省武漢市）
- Kasai Teck See Co.,Ltd.（タイ王国アユタヤ県）
- PT. Kasai Teck See Indonesia（インドネシア西ジャワ州カラワン県）
- Kasai India（Chennai）Private Ltd.（インドタミル・ナードゥ州チェンナイ市）
- Kasai (Germany) GmbH（ドイツニーダーザクセン州ヴォルフスブルク市）

### 関連会社
- エスケイ工業（群馬県太田市）
- 東北KAT（岩手県北上市）
- 穎西工業（股）（中華民国桃園市中壢区）
- 広州艾司克汽車内飾（有）（中華人民共和国広東省広州市）
- Kasai Teck See (Malaysia) Sdn.Bhd.（マレーシア・セランゴール州シャー・アラム）
- 東風河西（襄陽）汽車飾件系統（有）（中華人民共和国湖北省襄陽市）
- 広東河澤汽車飾件（有）（中華人民共和国広東省東莞市）